# Tío Fester
Uncle Fester (Addams) (Tío Fétido en España y Tío Lucas en Hispanoamérica), es un personaje de La familia Addams, familia ficticia creada por Charles Addams para The New Yorker en la década de 1930, y es uno de los miembros más conocidos de dicha familia.

## Descripción
Uncle Fester es incorregible y, de no ser por la bondad de la familia y la ignorancia de la policía, normalmente estaría bajo llave. Su tez, como [la de] Morticia, es completamente blanca; sus ojos, hundidos como los de un cerdo, están rodeados de un negro enfermizo; carece de dientes y carece por completo de pelo. Le gusta pescar, pero suele emplear dinamita o cualquier otro método desleal. Tiene halcones en el tejado, que usa para cazar. Su única vestimenta es un abrigo negro con un cuello enorme, tanto de verano como de invierno. Es gordo, con manos y pies regordetes.
 Charles Addams

Fester es una persona totalmente calva, regordete, ojeroso, y suele vestir un largo abrigo de piel. De personalidad extrovertida, aparentemente es masoquista y le gusta ser torturado; también es pirómano, pues le encantan las explosiones. Es capaz de conducir la electricidad y encender bombillas con la boca. Tiene una capacidad sobrehumana de resistir un gran daño físico.
En la serie original, Fester es mencionado como tío materno de Morticia. Su apellido nunca es revelado en la serie original, pero en todas las demás versiones posteriores Fester es el hermano de Gómez y tío de Pugsley y Wednesday, con lo cual cuñado de Morticia, y se le asigna el apellido Addams.

## Apariciones

### Películas
En las adaptaciones fílmicas de la serie, Fester tiene siempre un papel determinante en la trama. En la primera película, Fester Addams se perdió en el triángulo de las Bermudas por 25 años, hasta que la villana de la historia Abigail Craven y el abogado de la familia Tully hacen pasar al hijo de Craven, Gordon, por Fester Addams. Aunque repugnado en principio por la conducta de la familia, eventualmente desarrolla un vínculo afectivo hasta que se rebela contra su madre y ayuda a darle muerte. Luego se explica que Fester fue encontrado con amnesia por Craven quien lo hizo creer que era su hijo.
En la segunda película, Fester Addams es nuevamente protagonista cuando se enamora de la atractiva niñera de la familia, Debbie (interpretada por Joan Cusack), una asesina serial que se casa con multimillonarios (como Fester) y los mata. Fester y Debbie se casan pero tras varios intentos no logra matarlo (dado su resistencia sobrehumana a las explosiones, por ejemplo) y es finalmente ésta quien muere electrocutada.